# Sound City: Real to Reel
Sound City: Real to Reel è la colonna sonora del film Sound City (2013), diretto dal frontman dei Foo Fighters ed ex-batterista dei Nirvana Dave Grohl.

## Il disco
Contiene gli undici brani composti da Grohl insieme a numerosi artisti apparsi anche nel film, come ad esempio Corey Taylor degli Slipknot, Brad Wilk e Tim Commerford dei Rage Against the Machine e degli Audioslave e Paul McCartney dei The Beatles, oltre anche ai compagni di Grohl nei Foo Fighters, Taylor Hawkins, Nate Mendel e Pat Smear.

## Tracce
1. Robert Levon Been, Dave Grohl & Peter Hayes – Heaven and All – 5:27 (Robert Levon Been, Dave Grohl, Peter Hayes)
2. Chris Goss, Tim Commerford, Dave Grohl & Brad Wilk – Time Slowing Down – 5:58 (Chris Goss, Tim Commerford, Dave Grohl, Brad Wilk)
3. Stevie Nicks, Dave Grohl, Taylor Hawkins & Rami Jaffee – You Can't Fix This – 5:56 (Stevie Nicks, Dave Grohl, Taylor Hawkins)
4. Rick Springfield, Dave Grohl, Taylor Hawkins, Nate Mendel & Pat Smear – The Man That Never Was – 3:24 (Rick Springfield, Matt Bissonette, Dave Grohl, Taylor Hawkins, Chris Shiflett, Pat Smear)
5. Lee Ving, Dave Grohl, Taylor Hawkins, Alain Johannes & Pat Smear – Your Wife Is Calling – 3:20 (Lee Ving, Dave Grohl, Taylor Hawkins)
6. Corey Taylor, Dave Grohl, Rick Nielsen & Scott Reeder – From Can to Can't – 4:50 (Corey Taylor, Dave Grohl, Rick Nielsen, Scott Reeder)
7. Joshua Homme, Chris Goss, Dave Grohl & Alain Johannes – Centipede – 5:10 (Joshua Homme, Chris Goss, Dave Grohl, Alain Johannes)
8. Alain Johannes, Dave Grohl & Joshua Homme – A Trick with No Sleeve – 4:55 (Alain Johannes, Dave Grohl)
9. Paul McCartney, Dave Grohl, Krist Novoselic & Pat Smear – Cut Me Some Slack – 4:38 (Paul McCartney, Dave Grohl, Krist Novoselic, Pat Smear)
10. Dave Grohl, Jessy Greene, Rami Jaffee & Jim Keltner – If I Were Me – 4:10 (Dave Grohl, Jessy Greene, Rami Jaffee, Jim Keltner)
11. Dave Grohl, Joshua Homme & Trent Reznor – Mantra – 7:43 (Dave Grohl, Joshua Homme, Trent Reznor)

## Formazione
- Dave Grohl – batteria (eccetto tracce 2-5, 10), chitarra (tracce 2-5, 10), voce (tracce 10 e 11)
- Robert Levon Been – voce e basso (traccia 1)
- Peter Hayes – chitarra (traccia 1)
- Chris Goss – voce (traccia 2), basso (traccia 7)
- Tim Commerford – basso (traccia 2)
- Brad Wilk – batteria (traccia 2)
- Stevie Nicks – voce (traccia 3)
- Rami Jaffee – tastiera (tracce 3 e 10)
- Taylor Hawkins – batteria (tracce 3-5)
- Rick Springfield – voce e chitarra (traccia 4)
- Nate Mendel – basso (traccia 4)
- Pat Smear – chitarra (tracce 4, 5 e 9)

- Lee Ving – voce e armonica (traccia 5)
- Alain Johannes – voce e basso (traccia 5), chitarra (tracce 7 e 8)
- Corey Taylor – voce (traccia 6)
- Rick Nielsen – chitarra (traccia 6)
- Scott Reeder – basso (traccia 6)
- Joshua Homme – voce e chitarra (traccia 7), basso e cori (tracce 8 e 11)
- Paul McCartney – voce e cigar box guitar (traccia 9)
- Krist Novoselic – basso (traccia 9)
- Jessy Greene – violino (traccia 10)
- Jim Keltner – batteria (traccia 10)
- Trent Reznor – voce, chitarra e pianoforte (traccia 11)

## Classifiche
| Classifica (2013)         | Posizione massima |
| ------------------------- | ----------------- |
| Australia                 | 6                 |
| Austria                   | 12                |
| Belgio (Fiandre)          | 17                |
| Belgio (Vallonia)         | 51                |
| Canada                    | 3                 |
| Danimarca                 | 23                |
| Finlandia                 | 33                |
| Francia                   | 76                |
| Germania                  | 32                |
| Norvegia                  | 18                |
| Nuova Zelanda             | 5                 |
| Paesi Bassi               | 9                 |
| Regno Unito               | 19                |
| Spagna                    | 54                |
| Stati Uniti               | 8                 |
| Stati Uniti (alternative) | 2                 |
| Stati Uniti (hard rock)   | 1                 |
| Stati Uniti (rock)        | 4                 |
| Stati Uniti (soundtrack)  | 1                 |
| Svizzera                  | 14                |